# Метод змінних тисків
Метод змінних тисків (рос. метод переменных давлений; англ. live pressure method, нім. Methode f der Wechseldrücke) — у нафтовилученні — метод діяння на привибійну зону пласта, який полягає у здійсненні в цій зоні змінних навантажень шляхом створення в колоні експлуатаційній високого тиску нагнітанням рідини з його наступним зменшенням. У фазі зменшення тиску кольматувальні частинки інтенсивним потоком рідини виносяться із привибійної зони (особливо із тріщин пласта) у свердловину, чим досягається підвищення продуктивності (приймальності) свердловини.

## Загальний опис
Метод змінних тисків виник як реакція на необхідність подолання гальмування фільтрації нафти або газу в гірських породах, яке часто виникає внаслідок капілярного захоплення, гравітаційного розшарування, утворення застійних зон або гідрофобізації порової поверхні. У цих умовах навіть при наявності достатнього пластового тиску флюїди можуть залишатися у порах у вигляді ізольованих об'ємів, які не беруть участі у фільтраційному процесі. Коливання тиску дозволяє «збурити» ці об'єми, розірвати стабілізовані меніски, змінити фазовий стан флюїду або навіть змінити геометрію мікропотоків, що призводить до мобілізації залишкових запасів.
Суть методу полягає у періодичному підвищенні й пониженні тиску в пласті або у свердловині — це може бути реалізовано за рахунок циклічного режиму роботи насоса, чергування фонтанування і закачування, або спеціального технологічного обладнання, що створює імпульсні хвилі тиску. При пониженні тиску в забої свердловини виникає зона розрідження, яка стимулює приплив флюїду. У той же час, короткочасне підвищення тиску «розблоковує» флюїд, що залишився у капілярних пастках або в малопроникних прошарках. Ефект досягається завдяки комплексному впливу: механічному (зсув пластових частинок, мікротріщини), гідродинамічному (створення нових шляхів фільтрації) та термобаричному (вплив температури й тиску на фазові рівноваги флюїду).
Особливої ефективності метод набуває при застосуванні в умовах, де пластова система має аномальну структуру, наприклад, чергування проникних і слабкопроникних шарів, глинистих прошарків, карбонатних лінз. У таких випадках традиційна розробка призводить до селективного вилучення флюїду лише з «легких» зон, тоді як метод змінного тиску здатен «втягнути в роботу» малодреновані області. Також цей метод ефективний у випадках, коли відбувається деградація пласта внаслідок обводнення або зниження тиску до межі розгазування флюїду. Змінний тиск дозволяє підтримувати стабільну роботу таких свердловин без використання дорогих технологій, таких як гідророзрив або термічна стимуляція.
У науковому обґрунтуванні методу змінних тисків важливу роль відіграють моделі нестаціонарного фільтраційного процесу. Вони демонструють, що навіть невеликі імпульси тиску можуть порушити локальну рівновагу, прискорити фільтрацію та сприяти фазовій мобілізації. Зокрема, у газоконденсатних системах це дозволяє вивільнити конденсат, що випав у пласті при зниженні тиску нижче тиску конденсації. Тобто, метод допомагає уникнути втрат добувної здатності при переході із газової фази в двофазну систему. З іншого боку, у нафтових пластах ефект змінного тиску може сприяти дегазації нафти, зниженню її в'язкості та розширенню зони впливу на свердловину.
Метод змінних тисків може реалізовуватися у різних технологічних варіантах. Один із найпростіших способів — це переривчаста експлуатація свердловин, коли робота відбувається у циклічному режимі: фаза експлуатації змінюється фазою відпочинку або закриття, що дозволяє вирівняти тиск у призабійному просторі. Такий режим дає змогу досягти імпульсного припливу при кожному повторному відкритті. Інший варіант — застосування гідравлічних імпульсних генераторів, які створюють коливання тиску в рідині, що закачується. Це дозволяє зберегти стабільний режим експлуатації свердловини, при цьому впливаючи на глибші зони пласта. Сучасні дослідження також пропонують використання акустичних або електромагнітних хвиль, що спричиняють мікроскопічні коливання тиску в порах без прямого механічного втручання.
З точки зору ефективності, метод змінних тисків демонструє високі результати в родовищах із низькою енергією пласта, з високою нафтонасиченістю, де залишкова нафта накопичується в зоні навколо свердловини. Він також є перспективним у випадках відновлення роботи закинутих або малодебітних свердловин. У ряді промислових випробувань на родовищах України, Казахстану, Саудівської Аравії та США було зафіксовано збільшення дебіту нафти на 15–40 % після впровадження цього методу, а також підвищення загального коефіцієнта нафтовилучення на 5–8 %. Ще однією перевагою є відсутність потреби у великій кількості реагентів чи складного обладнання, що робить метод економічно доцільним, особливо для малих родовищ або у віддалених районах.
Метод змінних тисків має певні обмеження. Його ефективність знижується в пластах з високою проникністю, де тиск швидко вирівнюється, не створюючи потрібного градієнта. Крім того, необхідне ретельне інженерне моделювання — надмірні коливання тиску можуть спричинити пошкодження пласта або обладнання, особливо при наявності глинистих домішок. Є також ризики зменшення дебіту у разі неправильного вибору частоти або амплітуди імпульсів. Тому впровадження методу змінних тисків потребує попереднього аналізу геологічної будови, фізико-хімічних властивостей флюїду, характеристик пласта та технічного стану свердловини.
Перспективи розвитку методу змінних тисків пов'язані із цифровізацією та автоматизацією процесів видобутку. Використання сенсорних систем для постійного моніторингу динаміки тиску дозволяє гнучко керувати циклічністю процесу, адаптувати його до змін у пласті й навіть створювати самонавчальні моделі оптимального впливу. Об'єднання цього методу з іншими технологіями, такими як мікробіологічна стимуляція, імплозійна гідродинаміка, закачування ПАР або газів, може значно посилити комплексний ефект і покращити кінцеві показники видобутку.
Метод змінного тиску також має важливе значення для газоконденсатних родовищ, де під час видобутку зниження тиску призводить до конденсації вуглеводнів у пласті — тобто до фактичної втрати частини ресурсів. Завдяки пульсації тиску можливо частково або повністю повернути конденсат у газову фазу, що дозволяє відновити початкові умови та вилучити втрачені компоненти. У складних випадках, де пласт містить декілька різних флюїдів — нафта, газ, вода, конденсат — метод змінного тиску дозволяє проводити селективну мобілізацію потрібної фази залежно від цілей розробки.
У сучасному світі, де важливими стають не лише економічні показники, але й екологічна безпека, метод змінного тиску має ще одну перевагу — відсутність додаткових хімікатів, забруднення чи впливу на навколишнє середовище. Завдяки цьому він може застосовуватися навіть у чутливих регіонах, таких як шельфові родовища, національні парки, території з обмеженим втручанням у природу.

## Приклади застосування та їх ефективність
Практичне застосування методу змінних тисків у світі демонструє його високу адаптивність до різних геологічних умов і підтверджує ефективність у збільшенні вилучення нафти, газу та газового конденсату. У різних країнах, включно з США, Канадою, Саудівською Аравією, Китаєм, Казахстаном і Україною, було реалізовано десятки проєктів з впровадження цього методу, які дали змогу як активізувати видобуток із низькодебітних свердловин, так і відновити роботу раніше законсервованих.
Один із найвідоміших прикладів — родовище Prudhoe Bay в Алясці, США, де метод змінного тиску був застосований як елемент системи управління дебітом на пізніх етапах розробки. Тамтешні інженери впровадили режим чергування періодів експлуатації та пауз (soaking), що дозволяло тиску в зоні навколо вибою відновлюватися, після чого відбувався імпульсний приплив флюїду з глибших зон. За даними компанії BP, яка експлуатувала це родовище, приріст видобутку після впровадження циклічного режиму сягнув у середньому 25%, а в окремих свердловинах – понад 40%.
В Канаді, зокрема на родовищах важкої нафти у провінції Альберта, метод змінного тиску поєднувався з технологією термічного впливу на пласт (наприклад, парової ін'єкції). Установки високочастотних імпульсів створювали локальні коливання тиску в порах, що покращувало змочуваність породи, зменшувало в’язкість нафти й активізувало витіснення. У рамках пілотного проєкту компанії Suncor Energy вдалося досягти приросту вилучення залишкової нафти на 30% у порівнянні з базовою технологією, а також зменшити обсяг необхідного теплового впливу, що знизило витрати на пар.
Інший яскравий приклад — використання методу змінного тиску в Саудівській Аравії на гігантському родовищі Ghawar. Тут компанія Saudi Aramco у поєднанні з системами інтелектуального буріння використовувала програмовані гідравлічні імпульси для керування припливом флюїдів із різних інтервалів пласта. Це дозволяло уникати передчасного прориву води та контролювати розподіл дебіту по горизонтальному стовбуру свердловини. Результати показали підвищення стабільності видобутку, продовження строку експлуатації свердловин і зростання кінцевого коефіцієнта нафтовилучення на 7–10%.
У Казахстані, на родовищах із карбонатними колекторами, метод змінного тиску був успішно застосований у рамках проєкту на родовищі Каламкас. Компанія KazMunayGas провела тестування циклічного режиму відкачування в поєднанні з імпульсним закачуванням води, що дозволило вивільнити флюїд із малопроникних тріщинуватих зон. Ефективність методу проявилася у збільшенні середнього дебіту на 18%, а також у зменшенні обводнення продукції, що позитивно вплинуло на економіку видобутку.
В Україні метод змінного тиску також знаходить застосування — особливо на виснажених родовищах Полтавської, Харківської та Львівської областей. На одному з родовищ у Дніпровсько-Донецькій западині фахівці застосували циклічну експлуатацію свердловин з контролем вибійного тиску за допомогою глибинних манометрів. Це дозволило повернути до продуктивної експлуатації кілька «нерентабельних» свердловин, які раніше планували до ліквідації. Зростання добового видобутку нафти в окремих випадках сягало 50–80%.
Метод змінних тисків є одним із ефективних способів інтенсифікації видобутку нафтогазоконденсатних флюїдів, особливо на пізніх стадіях розробки родовищ або у випадках зниження продуктивності свердловин через зниження пластового тиску та капілярне захоплення залишків флюїду. Періодичне підвищення та зниження тиску дозволяє руйнувати застійні зони, відновлювати фільтраційні шляхи та підвищувати мобільність компонентів пластового флюїду. Це сприяє покращенню коефіцієнта вилучення та подовженню експлуатаційного періоду родовищ. Хоча метод має певні технічні обмеження й потребує ретельного інженерного обґрунтування перед застосуванням, його універсальність, економічна доцільність та відносна простота впровадження роблять його важливим інструментом у сучасному арсеналі технологій підвищення нафтогазоконденсатовилучення. Подальші дослідження у напрямку автоматизації регулювання тиску, адаптації до різних геологічних умов та поєднання з іншими методами можуть ще більше розширити ефективність цього підходу.